# エメルソン・カルヴァーリョ・ダ・シウヴァ
エメルソン（Émerson）ことエメルソン・カルヴァーリョ・ダ・シウヴァ（ポルトガル語: Émerson Carvalho da Silva、1975年1月5日 - ）は、ブラジルの元サッカー選手。元ブラジル代表。ポジションはDF。

## 来歴
キンゼ・ジ・ジャウーで選手となり、アソシアソン・ポルトゥゲーザ・ジ・デスポルトスに移籍し長く活躍した。2001年にサンパウロFC、2002年にECヴィトーリアに所属した。
2003年に清水エスパルスに移籍。3月22日のJ1リーグ・名古屋グランパスエイト戦で初出場、8月16日のJ1・ベガルタ仙台戦で初得点を記録した。同年末に退団した。
翌年はCFベレネンセスに在籍したが、途中でパラナ・クルーベに移籍しブラジルに戻った。その後、ボタフォゴFR、再びパラナ、AAポンチ・プレッタに在籍し引退した。

## 代表
2000年5月23日に行われたウェールズ代表との親善試合で代表初出場を記録した。

## 個人成績
| 国内大会個人成績 | 国内大会個人成績 | 国内大会個人成績 | 国内大会個人成績 | 国内大会個人成績 | 国内大会個人成績 | 国内大会個人成績 | 国内大会個人成績  | 国内大会個人成績 | 国内大会個人成績 | 国内大会個人成績 | 国内大会個人成績 |
| 年度             | クラブ           | 背番号           | リーグ           | リーグ戦         | リーグ戦         | リーグ杯         | リーグ杯          | オープン杯       | オープン杯       | 期間通算         | 期間通算         |
| 年度             | クラブ           | 背番号           | リーグ           | 出場             | 得点             | 出場             | 得点              | 出場             | 得点             | 出場             | 得点             |
| 日本             | 日本             | 日本             | 日本             | リーグ戦         | リーグ戦         | リーグ杯         | リーグ杯          | 天皇杯           | 天皇杯           | 期間通算         | 期間通算         |
| ---------------- | ---------------- | ---------------- | ---------------- | ---------------- | ---------------- | ---------------- | ----------------- | ---------------- | ---------------- | ---------------- | ---------------- |
| 2003             | 清水             | 6                | J1               | 15               | 1                | 2                | 1                 |                  |                  |                  |                  |
| 通算             | 日本             | 日本             | J1               | 15               | 1                | 2                | 1\|\|\|\|\|\|\|\| |                  |                  |                  |                  |
| 総通算           | 総通算           | 総通算           | 総通算           | 15               | 1                | 2                | 1\|\|\|\|\|\|\|\| |                  |                  |                  |                  |

## 代表歴

### 試合数
- 国際Aマッチ 3試合（2000年）[2]

| ブラジル代表 | 国際Aマッチ | 国際Aマッチ |
| 年           | 出場        | 得点        |
| ------------ | ----------- | ----------- |
| 2000         | 3           | 0           |
| 通算         | 3           | 0           |